# Fran Miholjević
Fran Miholjević, né le 2 août 2002, est un coureur cycliste croate, évoluant actuellement dans l'équipe World Tour Bahrain Victorious. 

## Biographie
Fran Miholjević est issu d'une famille de cycliste. Son père Vladimir et son oncle Hrvoje ont également été coureurs cyclistes dans les années 2000 et 2010. Vladimir est en 2023 membre de l'encadrement technique de Bahrain Victorious.
Lors de sa première année en tant que junior (moins de 19 ans), Fran Miholjević remporte une étape et le classement général de l'Olympic Hopes-Belgrade Trophy Milan Panić. Aux championnats nationaux, il termine premier du contre-la-montre individuel et deuxième de la course en ligne. En 2020, pour sa deuxième année chez les juniors, il décroche les deux titres nationaux. Lors du championnat d'Europe juniors à Plouay, il termine quatrième du contre-la-montre (à 31 secondes du podium) et onzième de la course en ligne où il arrive dans le groupe qui se joue le titre au sprint.
En 2021, il rejoint l'équipe continentale italienne Cycling Team Friuli ASD. La même année, il remporte le prologue de la Carpathian Couriers Race et se classe troisième du général. Il devient également champion de Croatie du contre-la-montre espoirs (moins de 23 ans) et se classe deuxième de la course en ligne espoirs, devancé au sprint par Viktor Potočki. 
Le 24 mars 2022, il gagne en Slovénie, le GP Vipava Valley & Crossborder Goriška, une course de l'UCI Europe Tour. Trois jours plus tard, il est deuxième du Trophée de la ville de San Vendemiano. Quinze jours plus tard, il se révèle à 19 ans lors du Tour de Sicile, où il gagne la troisième étape en résistant au retour des favoris après une longue échappée. Il prend le départ de la dernière étape avec le maillot de leader et 18 secondes d'avance sur Damiano Caruso, son plus proche poursuivant. Lors de la dernière étape montagneuse, il perd près de 8 minutes et termine finalement 22e de la course remportée par Caruso. En août, l'équipe Bahrain Victorious annonce son recrutement pour 2023 et 2024.

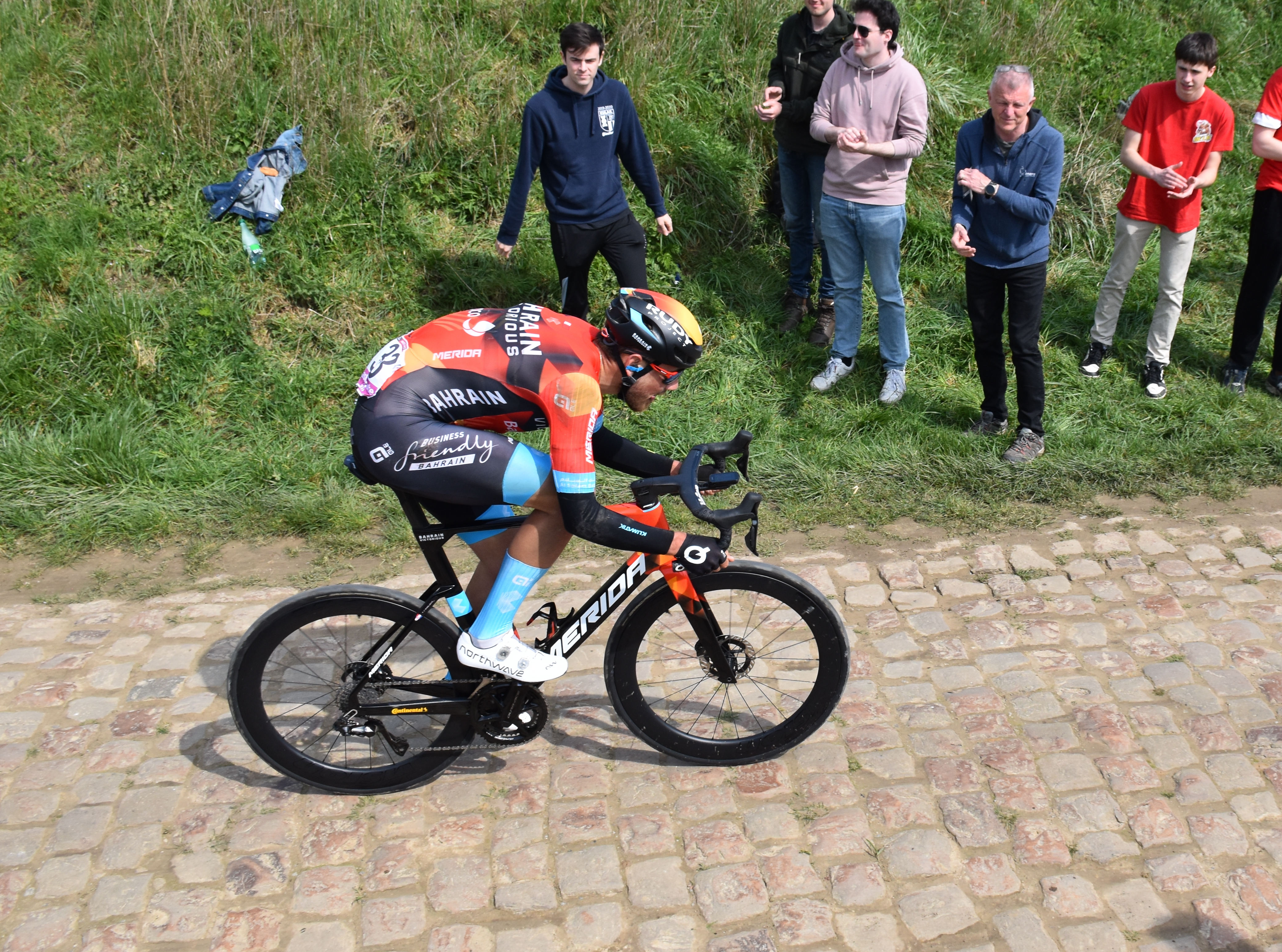
Paris-Roubaix 2023 - Secteur pavé de Quiévy à Saint-Python - N° 33 Fran Miholjević.

## Palmarès
| - 2018 - Champion de Croatie sur route cadets - 2019 - Champion de Croatie du contre-la-montre juniors - Olympic Hopes-Belgrade Trophy Milan Panić : - Classement général - 1re étape - 2e du championnat de Croatie sur route juniors - 2020 - Champion de Croatie sur route juniors - Champion de Croatie du contre-la-montre juniors - 4e du championnat d'Europe du contre-la-montre juniors - 2021 - Champion de Croatie du contre-la-montre espoirs - Prologue de la Carpathian Couriers Race - 2e du championnat de Croatie sur route espoirs - 3e de la Carpathian Couriers Race | - 2022 - GP Vipava Valley & Crossborder Goriška - 3e étape du Tour de Sicile - Carpathian Couriers Race : - Classement général - 1re étape - 1re étape du Tour du Frioul-Vénétie Julienne (contre-la-montre par équipes) - Médaillé d'argent du championnat d'Europe du contre-la-montre espoirs - 2e du Trophée de la ville de San Vendemiano - 2023 - Champion de Croatie du contre-la-montre |

## Résultats sur les grands tours

### Tour d'Italie
1 participation
- 2025 : 113e

### Tour d'Espagne
1 participation
- 2024 : 87e

## Classements mondiaux
| Année                                 | 2021 | 2022 | 2023  | 2024  |
| ------------------------------------- | ---- | ---- | ----- | ----- |
| Classement mondial                    | 527e | 354e | 1555e | 3091e |
| UCI Europe Tour                       | 424e | 284e | nc    | nc    |
|                                       |      |      |       |       |
| Légende : nc = non classéSource : UCI |      |      |       |       |